# Andrew Duncan
Andrew Rae Duncan (3 juin 1884 - 30 mars 1952) est un homme d'affaires écossais qui fait partie du gouvernement pendant la Seconde Guerre mondiale, comme président du Board of Trade et ministre de l'approvisionnement.

## Biographie
Duncan est administrateur de la Banque d'Angleterre et d'Imperial Chemical Industries. Il est président du Central Electricity Board de 1927 à 1935 et président de la British Iron and Steel Federation de 1935 à 1945. Il est élu député «national» de la ville de Londres lors d'une Élection partielle en 1940 et est nommé membre du Cabinet et conseiller privé. Il est réélu aux élections de 1945, et ne se représente pas aux élections générales de 1950 .
Pendant son mandat ministériel, il y avait une certaine inquiétude à ce qu'une personne si étroitement impliquée dans les industries du fer, de l'acier et de la chimie soit responsable de leur réglementation. Cependant, les pressions de la guerre ont maintenu Duncan en poste. Il est retourné à la Fédération du fer et de l'acier après la guerre, travaillant pour résister aux plans de nationalisation du gouvernement travailliste avec Aubrey Jones, son assistant, plus tard un ministre conservateur.
Il est fait chevalier en 1921 et nommé Chevalier Grand-Croix de l'Ordre de l'Empire britannique (GBE) en 1938. Il reçoit l'ordre italien des Saints Maurice et Lazare. En plus de son service au Royaume-Uni, Duncan est nommé en 1926 par le premier ministre du Canada Mackenzie King en réponse au Mouvement des droits maritimes pour présider la Commission royale d'enquête sur les revendications maritimes qui est ainsi nommée la «Commission Duncan».
En 1916, il épouse Anne Jordan. Ils ont deux fils, dont l'un est tué au combat en 1940. Il est mort dans son sommeil, âgé de 67 ans.